# Baimashania
Baimashania là chi thực vật có hoa trong họ Cải.